# Чкалов (Оренбургская область)
Чка́лов — посёлок в Оренбургском районе Оренбургской области. Административный центр Чкаловского сельсовета.

## История
В 1966 году указом Президиума Верховного Совета РСФСР посёлок центральной усадьбы совхоза «Чкаловский» переименован в Чкалов.

## Население
| 2002 | 2010  |
| ---- | ----- |
| 1609 | ↗1832 |

## Улицы
| - ул. 1-я Народная, - ул. 70 лет Октября, - ул. Беляевская, - ул. Восточная, - ул. Высоцкого, - ул. Гагарина, - пер. Дальний, - пер. Дорожный, - ул. Елисеева, - ул. Западная, | - ул. Кирова, - ул. Кленовая, - ул. Ленина, - ул. Магистральная, - пер. Мастерской, - ул. Медовая, - ул. Мира, - ул. Молодёжная, - ул. Набережная, - ул. Нагорная, | - ул. Народная, - пер. Нижний, - ул. Новая, - ул. Новосёлов, - ул. Озёрная, - ул. Полевая, - кв-л. Производственный, - ул. Просторная, - ул. Речная, - ул. Северная, | - ул. Сенная, - ул. Совхозная, - ул. Солнечная, - ул. Степная, - ул. Строителей, - ул. Транспортная, - ул. Уральская, - ул. Цветочная, - ул. Чкалова, - ул. Южная. |